# Slap Džongbang
Slap Džongbang (korejsko 정방폭포) je slap in priljubljena turistična atrakcija v Seogvipu v provinci Čedžu v Južni Koreji. Slap je visok 23 m in je zelo blizu oceana. Glede na količino padavin je lahko širok do 8 m. Izvir slapa je potok Donghong-čon. Velja za enega od desetih največjih slikovitih čudes otoka Čedžu, imenovanih Jongdžusipgong.
Legenda pravi, da je pod njim živel sveti zmaj. Pravili so, da je v vodi zmajev duh, ki lahko zdravi bolezni in prinaša dež med sušo. Poleg tega naj bi bližnji majhen slap spominjal na služabnika, ki čaka na gospodarja.
Legenda pravi, da je kitajski cesar Čin Ši Huang (259 pr. n. št. – 210 pr. n. št.) poslal služabnika Sobula, da bi z otoške gore Hallasan prinesel čarobna zelišča večne mladosti. Čeprav zelišča ni našel, je na poti naletel na slape Džongbang in na steni pečine pustil svoj avtogram Sobul Gvadži (kar dobesedno pomeni "Sobul je bil tukaj), kjer ga ni več. Napis na steni slapa Sobulgvača se nanaša na Sobulovo potovanje. Slap je eden od treh znanih slapov Čedžuja, skupaj s slapoma Čondžijon in slapom Čondžejon. Manjši slap, slap Sodžongbang, je 300 m vzhodno.
Slap je znan tudi kot lokacija, povezana z vstajo na čedžuju leta 1948. Civilisti, ki so bili ujeti v vstaji, so bili usmrčeni v bližini slapov, njihova trupla pa so bila odvržena čez slap.